# الدين في فيتنام
لا يتبع أغلبية الفيتناميين أي دين منظم، وإنما يشاركون بدلًا من ذلك في ممارسات دينية شعبية، مثل تكريم الأسلاف، أو الصلاة إلى الآلهة، وخاصة خلال رأس السنة الفيتنامية الجديدة (تيت) وغيرها من المناسبات. تأسست الأديان الشعبية بناءً على معتقدات ثقافية متوطنة تأثرت تاريخيًا بالكونفوشية والطاوية في الصين، فضلًا عن مختلف فروع البوذية. انضمت المسيحية لاحقًا إلى هذه التعاليم الثلاثة وأصبح وجودها هامًا. فيتنام أيضًا موطن دينين أصليين هما: الكاودائية التآلفية والهاهاو شبه البوذية.
وفقًا لتقديرات مركز بيو للأبحاث في عام 2010، فإن معظم الشعب الفيتنامي مارس (حصرًا) ديانات شعبية. كان 16.4% من السكان بوذيين، و8.2% مسيحيين، ونحو 30% من السكان لا ينتمون إلى أي دين. رسميًا، تعتبر جمهورية فيتنام الاشتراكية دولة ملحدة حسبما أعلنت حكومتها الشيوعية.
وفقًا لإحصاءات اللجنة الحكومية للشؤون الدينية، فإنه حتى عام 2018، شكل البوذيون 14.9% من مجموع السكان، والمسيحيون 8.5% (الكاثوليك 7.4% والبروتستانت 1.1%)، والهاهاو البوذيون 1.5%، والكاودائيون 1.2%. تشمل الأديان الأخرى الهندوسية والإسلام والبهائية، وتمثل أقل من 0.2% من السكان. شهدت الأديان الشعبية (عبادة الأسلاف والآلهة)، غير المشمولة بالإحصاءات الحكومية، إحياءً منذ الثمانينيات.

## نظرة عامة
رغم أن معظم الفيتناميين، حسب تعداد عام 1999، يعتبرون أنفسهم غير متدينين، فإن الدين، حسب المعتقدات والممارسات المشتركة، جزء لا يتجزأ من الحياة الفيتنامية، ليملي السلوك الاجتماعي والممارسات الروحية للأفراد الفيتناميين في فيتنام وخارجها. لا يزال الدين الثلاثي، الذي يشير إلى التركيبة المؤلفة من الماهايانا البوذية، والكونفوشية، والطاوية، والدين الشعبي الفيتنامي، يؤثر بقوة على معتقدات الفيتناميين وممارساتهم، حتى وإن لم تعكس مستويات العضوية الرسمية في هذه الطوائف الدينية ذلك التأثير. تبجيل الأموات إحدى الممارسات الروحية الأكثر بروزًا وشيوعًا بين الفيتناميين. وهو تعبير عن بر الوالدين، وفضيلة أساسية للحفاظ على مجتمع منسجم. بصرف النظر عن الانتماء الديني الرسمي، من الشائع جدًا وجود مذبح في البيت ومكان العمل، حيث تقدم الصلوات للأسلاف. تتم تلك العطايا والممارسات كثيرًا خلال الاحتفالات التقليدية أو الدينية الهامة (مثل احتفالات الذكرى السنوية للموت)، أو عند بدء عمل جديد، أو حتى عندما يحتاج أحد أفراد الأسرة إلى توجيه أو مشورة. الإيمان بالأشباح والأرواح أمر شائع إلى حد بعيد؛ يعتقد كثيرون أن التقاليد تحمل روابط هامة بالثقافة والتاريخ، بينما يرى آخرون أن عدم القيام بالشعائر المناسبة لأسلافهم سيجعلهم حرفيًا أشباح جائعة.
في عام 2002، أشار تقرير لمركز بيو للأبحاث أن 24% من الفيتناميين يعتبرون الدين «مهمًا للغاية».

## تاريخ
اتسمت الأشكال الأولى من الممارسات الدينية الفيتنامية بطابع إحيائي وطوطمي. يتفق الأغلبية عمومًا على أن الرسومات على طبول دونغ سون البرونزية تحمل قيمًا طقسية وربما دينية. تحمل الرسومات أشكالًا للطيور، ما يدفع المؤرخين إلى الاعتقاد أن الطيور مثلت أشكال عبادة للفيتناميين القدماء. كانت التنانين شكلًا متكررًا في الفن الفيتنامي، ونشأت عن تكريم الملك لاك لونغ كوان، وهو ملك تنانين أسطوري يقال إنه والد الشعب الفيتنامي. يقال إن إله السلحفاة الذهبية كيم كوي ظهر للملوك في الأوقات العصيبة، وخصوصًا لي لوي، وأخذ منه السيف الأسطوري توان تيين، بعد أن أسقط في بحيرة هوان كيم. أضاف الاتصال بالحضارة الصينية، وإدخال الدين الثلاثي ممثلًا بالبوذية والكونفوشية والطاوية، بعدًا أخلاقيًا ومعنويًا للدين الفيتنامي الأصلي. قدم بحث حديث باستخدام حسابات فلكلورية أدلة على وجود «الإضافة الثقافية»، من خلال دراسة التفاعل بين البوذية والكونفوشية والطاوية عبر تاريخ فيتنام.

## المسيحية

### الكاثوليكية
رغم كونها المذهب المسيحي الأكثر انتشارًا في فيتنام، دخلت الكاثوليكية الرومانية البلد أولًا على يد المرسلين البرتغاليين والإسبان في القرن السادس عشر، إلا أن تلك البعثات لم تلق رواجًا كبيرًا. فقط بعد وصول اليسوعيين، الذين تمثلوا أساسًا بالإيطاليين والبرتغاليين واليابانيين في العقود الأولى من القرن السابع عشر، بدأت المسيحية بالانتشار بين السكان المحليين في مقاطعتي داونغ نغواي (تونكين) وداونغ ترونغ (كوشينتشاينا) على السواء. أسس القسيسان فرانشيسكو بوزومي وديوغو كارفاليو أول مجتمع كاثوليكي في هوي أن سنة 1615. في الفترة بين عامي 1627 و1630، قام كل من أليكساندر دي رودس والبرتغالي بيرو ماركيس بتحويل أكثر من 6000 آلاف فرد في تونكين.
في القرن السابع عشر، طور المرسلون اليسوعيون، بمن فيهم فرانسيسكو دي بينا، وغاسبار دو أمارال، وأنطونيو باربوسا، ودي رودس، أبجدية اللغة الفيتنامية، مستعملين الكتابة اللاتينية بعلامات صوتية. لا يزال نظام الكتابة هذا يستخدم اليوم، ويسمى الألفبائية الفيتنامية. في الوقت عينه، استخدم تشو نوم (نظام كتابة صوتي كان يُستخدم سابقًا لكتابة اللغة الفيتنامية)، الذي كان جيرولامو مايوريكا خبيرًا به، بوصفه النص الرئيسي الذي كتبت به الديانة الكاثوليكية التي وصلت للفيتناميين حتى أواخر القرن التاسع عشر.
منذ أواخر القرن السابع عشر، كان المرسلون الفرنسيون لجمعية البعثات الأجنبية والمرسلون الإسبان من الجمعية الدومينيكية يقومون تدريجيًا بدور التبشير في فيتنام. وكان المرسلون الآخرون النشطون في فيتنام ما قبل العصر الحديث هم الفرنسيسكان (في كوشي تشاينا)، والدومينيكانيون الإيطاليون والأوغستينيون الرافضون (في تونكين الشرقية)، والمرسلون الذين أرسلهم الاتحاد الشعبي الإنجيلي. خلال القرنين السابع عشر والثامن عشر، اندمجت الكاثوليكية بنجاح في المجتمع والثقافة الفيتناميين.
لعب الكاهن المبشر الفرنسي بينيو دي بوين دورًا في التاريخ الفيتنامي نحو نهاية القرن ال‍ثامن عشر من خلال مصادقته جيا لونغ، آخر حكام لوردات نيوين الذي نجح بالهرب من تمرد الأخوة تاي سون في سنة 1777. أصبح بعدها صديقًا وفيًا جيا لونغ ومستشارًا عسكريًا خلال وقت حاجته، وتمكن من كسب الكثير من التأييد للكنيسة. خلال حكم جيا لونغ، سمع للمعتقد الكاثوليكي بالقيام بالنشاطات التبشيرية دون عوائق وذلك احترامًا لمعتنقيه. بحلول وقت وصول الإمبراطور للسلطة سنة 1802، كان لدى فيتنام ثلاث أبرشيات كاثوليكية تضم 320 ألف فرد وأكثر من 120 كاهنًا فيتناميًا.
تتألف الكنيسة الكاثوليكية في فيتنام اليوم من 27 أبرشية منظمة في ثلاث مقاطعات كنسية في هانوي، وهوي، وسايغون. يظهر الإحصاء الحكومي لسنة 2019 أن الكاثوليكية، للمرة الأولى، هي أكبر طائفة دينية في فيتنام، متجاوزة البوذية. تفيد المصادر الكنسية بأن هناك نحو 7 ملايين كاثوليكي، يمثلون 7.0% من مجموع السكان.

### البروتستانتية
أدخلت البروتستانتية إلى دا نانغ في السنة 1911 على يد مبشر كندي يدعى روبرت إيه. جافري؛ تبعه على مر السنين تبعه أكثر من 100 مبشر، أعضاء في التحالف المسيحي والتبشيري، وهي طائفة بروتستانتية إنجيلية. المنظمتان البروتستانتيتان المعترف بهما رسميًا من قبل الحكومة هما كنيسة فيتنام الإنجيلية الجنوبية، المعترف بها في عام 2001، والكنيسة الإنجيلية الصغيرة لفيتنام الشمالية، المعترف بها منذ عام 1963.
تتراوح التقديرات الحالية لعدد البروتستانت بين الرقم الرسمي للحكومة البالغ 500,000 وتقديرات الكنيسة بنحو مليون فرد. كان النمو أكثر وضوحًا بين أفراد الأقليات (سكان مونتانيارد) مثل شعوب الهمونغ وشعب إدي وشعب جاراي وشعب باهنار، إذ تشير التقديرات الداخلية إلى أن ثلثي جميع البروتستانت في فيتنام هم من أفراد الأقليات العرقية. بحسب بعض التقديرات، بلغ نمو البروتستانت في فيتنام 600% على مدى السنوات العشر الماضية. ينتمي بعض المتحولين الجدد إلى كنائس بيتية إنجيلية غير مسجلة، يقال إن مجموع أتباعها يبلغ نحو 200 ألف فرد.